# Серфсајд Бич (Тексас)
Серфсајд Бич (енгл. Surfside Beach) град је у америчкој савезној држави Тексас. По попису становништва из 2010. у њему је живело 482 становника.

## Демографија
Према попису становништва из 2010. у граду је живело 482 становника, што је 281 (36,8%) становника мање него 2000. године.
| Група             | 2000.       | 2010.       |
| Белци             | 692 (90,7%) | 427 (88,6%) |
| Афроамериканци    | 15 (2,0%)   | 8 (1,7%)    |
| Азијати           | 2 (0,3%)    | 5 (1,0%)    |
| Хиспаноамериканци | 30 (3,9%)   | 32 (6,6%)   |
| Укупно            | 763         | 482         |